# Optic ID

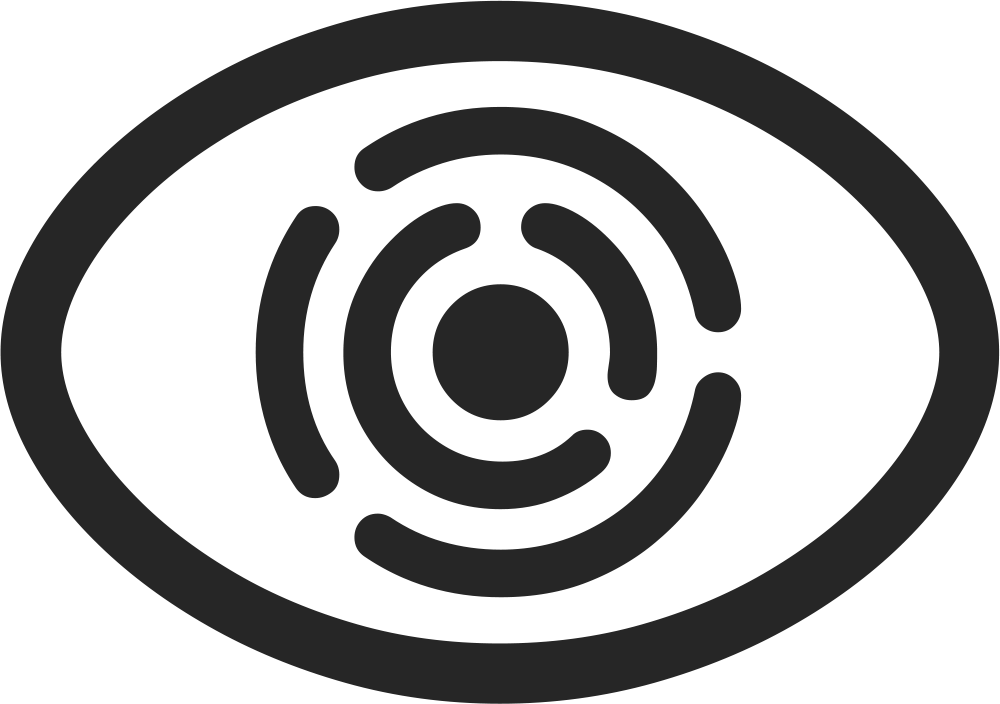
Optic IDのロゴイメージ

Optic ID（オプティック・アイディー）は、Appleが開発している虹彩認証システムである。AppleのApple Vision Proに搭載されている。

## 概要
Optic IDはiPhoneやiPad、MacにおけるTouch IDやFace IDの代替となる次世代の生体認証システムとしてApple Vision Pro向けに開発された。
Appleによれば、作成された虹彩マップはSecure Enclaveに安全に保管されており、クラウドに送信されることはない。
虹彩や瞳孔のサイズが変化した際や、ソフトコンタクトレンズ及びZEISS Optical Insertsを使用している際でも認証が可能である。

## 認証
Optic IDは、虹彩認証を用いたAppleの生体認証技術である。Apple Vision Proのアイカメラが、時間空間的に変調された近赤外線を用いて虹彩の画像を取得し、それをSecure EnclaveおよびApple M2チップのNeural Engineで処理する。取得されたデータは数学的モデルに変換され、デバイス内に安全に保存される。
Optic IDによる認証時には、登録された虹彩データと新たに取得された虹彩画像が比較される。認証が成功すると、デバイスのロックが解除される。また、Optic IDは登録データの自動更新機能を備えており、照明条件や瞳孔の変化に適応する。視力矯正が必要な場合でも、ソフトコンタクトレンズやZEISS Optical Insertsを使用して正常に動作する。
Apple Vision Proでは、Optic IDがデバイス装着中に目の領域を継続的にトラッキングすることで、再認証が求められた際の迅速な認証を可能にしている。

## セキュリティ
Optic IDは、Touch IDやFace IDと同様に、高度なセキュリティ対策が施された生体認証技術である。近赤外線を用いた機械学習ベースの画像処理技術により、安全な認証を実現している。Optic IDのデータは暗号化され、Secure Enclave内でのみ処理されるため、デバイス外部に送信されることはない。
無作為に選ばれた他人がOptic IDを使用してApple Vision Proのロックを解除できる確率は100万分の1未満である。さらに、セキュリティを強化するため、認証の試行回数は5回までに制限されており、5回連続で失敗するとパスコードの入力が求められる。また、アクセシビリティの一環として片目のみの登録も可能だが、その場合、統計的に他者が解除できる確率が上昇する。
Optic IDは、近赤外領域で取得した虹彩の固有パターンを分析することで認証を行う。虹彩の構造は色素に依存しないため、個人識別の精度が高く、ニューラルネットワークによる解析により、なりすましに対しても高い耐性を持つ。
Optic IDを有効にすると、Apple Vision Proの「Persona」と連携し、Optic ID認証が成功した場合のみPersonaを利用できる仕組みになっている。これにより、個人データの保護が強化される。
Optic IDを利用するには、Apple Vision Proでパスコードを設定する必要がある。以下の条件に該当する場合、追加のセキュリティ検証としてパスコードの入力が求められる。
- デバイスの電源を入れた直後、または再起動した直後
- 48時間以上デバイスのロックが解除されていない場合
- 過去6日半の間にパスコードによるロック解除が行われておらず、過去4時間にOptic IDによるロック解除が行われていない場合
- Optic IDの認証に5回連続で失敗した場合

一部のケースでは、近くにiPhoneがあり、「設定」でOptic IDが有効になっている場合に限り、再認証が可能になることがある。

## 搭載ハードウェア
空間コンピュータ
- Apple Vision Pro